# Khalaf al-Mutairi
Khalaf Salamah al-Mutairi (arabisch خلف سلامة المطيري, DMG Ḫalaf Salāma al-Muṭairī; * 25. Juli 1979) ist ein ehemaliger kuwaitischer Fußballnationalspieler. Er wurde als Stürmer eingesetzt.